# AXN
AXN – stacja telewizyjna będąca własnością medialnej grupy Antenna. Wcześniej, od 2015, właścicielem był (Sony Pictures Television International) japońskiego koncernu Sony.

## Historia
Pierwszy kanał pod marką AXN rozpoczął nadawanie 21 sierpnia 1997 i przeznaczony był na rynki azjatyckie, później powstały także wersje brazylijska, latynoamerykańska i europejska, dostępna także w Polsce w sieciach kablowych i na platformach cyfrowych. 29 maja 2006 roku w Polsce, Rumunii, Bułgarii oraz na Węgrzech rozpoczęły emisję 2 kolejne kanały spod znaku AXN: AXN Crime i AXN SciFi. W październiku 2013 r. rozpoczęły emisje AXN White i AXN Black zastępując kanały AXN Crime i AXN Sci-Fi.
12 lipca 2010 roku w Polsce rozpoczęto nadawanie kanału AXN HD o tej samej ramówce co kanał AXN, lecz w wysokiej rozdzielczości obrazu. Kanał AXN HD jest dostępny na platformach satelitarnych oraz w sieciach kablowych. 11 stycznia 2012 roku w Polsce rozpoczął emisję kolejny kanał spod znaku AXN: AXN Spin.
9 grudnia 2021 roku z listy kanałów Polsat Box została usunięta wersja SD kanału, lecz ta dalej jest dostępna w przekazie satelitarnym i dalej abonenci Polsat Box mają do niej uprawnienia.

## Dostępność
- Polsat Box – pozycja 35, 139, 414 (HD)
- Platforma Canal+ – pozycja 114 (HD)

## Seriale nadawane przez stację
- 4400
- Afterworld
- Agenci NCIS: Hawaje
- Agentka o stu twarzach
- Agent przyszłości
- Akcja!
- Akta Dresdena
- Amatorzy przygód
- Babski oddział
- Bezcenna Jane
- Bez pardonu
- Brygada ratunkowa
- Cena życia
- Charlie Jade
- CSI: Kryminalne zagadki Las Vegas
- Deadwood
- Detoks
- Druga szansa
- FlashForward: Przebłysk jutra
- FBI
- Geneza
- Gra pozorów
- Gwiezdne wrota
- Gwiezdne wrota: Atlantyda
- HEX: Klątwa upadłych aniołów
- Herkules
- Huff
- Ich pięcioro (2020)
- Internat
- Ja się zastrzelę
- Jerycho
- Joan z Arkadii
- Kyle XY
- Largo
- Lekarze z Los Angeles
- Łowcy koszmarów
- Łowcy przygód
- Martwa strefa
- Medicopter
- Medium
- Miejsce zbrodni
- Misja: Epidemia
- Mistrzowie science-fiction
- Młodzi muszkieterowie
- Na granicy światów
- Najgorszy tydzień
- Napiętnowany
- Napisała: Morderstwo
- Na podsłuchu
- Niewiarygodny świat Ripleya
- Odysseja
- Paco i jego ludzie
- Pentagon: Sektor E
- Pod osłoną nocy
- Policjanci z Mt. Thomas
- Pokolenie mutantów
- Poszukiwani
- Przekraczając granice
- Puls miasta
- Raport o zagrożeniach
- Rush
- Raven
- Redakcja sportowa
- ReGenesis
- Rekrut: FBI
- Sanctuary
- Sakura - Wojny Ducha
- Satysfakcja
- Siedmiu Samurajów
- Skazani za niewinność
- Sliders
- Sprawy rodzinne
- Star Trek: Enterprise
- Statek
- Sue Thomas: Słyszące oczy FBI
- Szczury wodne
- Ślepa sprawiedliwość
- Tajemnice Smallville
- Tajne akcje CIA
- Ten sam dzień
- Terminator: Kroniki Sary Connor
- The Shield: Świat glin
- The Strip: Śledczy z Gold Coast
- Threshold – strategia przetrwania
- Tropem zbrodni
- Układy
- Upadłe anioły
- Uprowadzeni
- Uśpiona komórka
- V.I.P.
- Więzy krwi
- Władca zwierząt
- Wołanie o pomoc
- Wydział spraw zamkniętych
- Wydział zabójstw Baltimore
- Wyspa Harpera
- Wzór
- Zagadki Cosby’ego
- Zagadki z przeszłości
- Zagubieni
- Zagubiony pokój
- Zawód glina
- Zdarzyło się jutro
- Ziemia: Ostatnie starcie
- Żniwiarz
- Życie ulicy

## Oglądalność
Wszyscy 4+:
|      | styczeń | luty   | marzec | kwiecień | maj    | czerwiec | lipiec | sierpień | wrzesień | październik | listopad | grudzień | cały rok |
| ---- | ------- | ------ | ------ | -------- | ------ | -------- | ------ | -------- | -------- | ----------- | -------- | -------- | -------- |
| 2021 | 0,283%  |        | 0,262% |          | 0,286% |          | 0,282% |          | 0,270%   | 0,266%      |          |          |          |
| 2020 | 0,319%  |        | 0,238% | 0,332%   | 0,316% | 0,354%   | 0,326% |          | 0,281%   | 0,266%      |          |          | 0,293%   |
| 2019 | 0,399%  | 0,370% | 0,287% | 0,362%   | 0,348% | 0,385%   | 0,324% | 0,332%   | 0,342%   | 0,287%      | 0,327%   | 0,325%   | 0,341%   |
| 2018 | 0,42%   | 0,43%  | 0,35%  | 0,34%    | 0,45%  | 0,347%   | 0,321% | 0,358%   | 0,303%   | 0,360%      | 0,339%   | 0,391%   | 0,369%   |
| 2017 | 0,43%   | 0,36%  | 0,34%  | 0,47%    | 0,36%  | 0,34%    | 0,34%  | 0,36%    | 0,35%    | 0,31%       | 0,315%   | 0,39%    | 0,37%    |
| 2016 | 0,43%   | 0,40%  | 0,36%  | 0,38%    | 0,39%  | 0,399%   | 0,46%  | 0,47%    | 0,46%    | 0,48%       |          | 0,48%    | 0,43%    |
| 2015 |         | 0,59%  | 0,57%  | 0,56%    | 0,54%  | 0,605%   | 0,56%  | 0,59%    | 0,56%    | 0,62%       |          | 0,43%    | 0,57%    |
| 2014 | 0,64%   | 0,59%  | 0,55%  |          |        |          |        | 0,71%    | 0,59%    |             |          |          | 0,64%    |
| 2013 | 0,834%  | 0,839% | 0,737% | 0,809%   | 0,776% | 0,776%   | 0,876% | 0,823%   | 0,652%   | 0,72%       | 0,69%    |          | 0,77%    |
| 2012 | 0,797%  | 0,71%  | 0,826% | 0,736%   | 0,916% | 0,887%   | 1,020% | 1,04%    | 0,708%   | 0,655%      | 0,676%   | 0,785%   | 0,805%   |
| 2011 |         | 0,714% | 0,750% | 0,782%   | 0,715% | 0,760%   | 0,797% | 0,662%   | 0,604%   | 0,736%      | 0,654%   |          | 0,713%   |
| 2010 | 0,66%   | 0,62%  | 0,835% | 0,848%   | 0,907% | 0,895%   | 0,89%  | 0,721%   | 1,062%   | 0,703%      | 0,598%   |          | 0,756%   |
| 2009 | 0,96%   | 0,80%  | 0,71%  | 0,73%    | 0,72%  | 0,81%    | 1,01%  |          |          | 0,75%       |          |          | 0,80%    |
| 2008 | 0,63%   | 0,65%  | 0,67%  | 0,77%    | 0,93%  | 0,73%    | 0,87%  | 0,84%    | 0,79%    | 0,81%       | 0,83%    | 0,78%    | 0,77%    |
| 2007 | 0,32%   |        | 0,37%  |          | 0,45%  | 0,46%    | 0,46%  | 0,4%     | 0,33%    | 0,43%       | 0,54%    |          | 0,41%    |